# Сосновка (Лунинецкий район)
Сосновка (бел. Сасно́ўка) — деревня в Лунинецком районе Брестской области Беларуси. В составе Дворецкого сельсовета.

## География
Пролегают дороги Н-44, Н-32, рядом автомобильная трасса М-10.
Ближайшие населённые пункты Лунинец, Яжевки, Язвинки и др.

## История
До 11 августа 1980 года деревня входила в состав Язвинского сельсовета Лунинецкого района Пинской области.
В 1943 году жители деревни погибли от немецко-фашистских захватчиков. В деревне Язвинки установлен памятник погибшим в годы Великой Отечественной войны. В 2024 году установлена табличка с QR-кодом на месте памятника погибшим от рук фашистов жителям д. Сосновка.

## Население

### Численность
- 2009 год — 457 жителей

### Динамика
- 1999 год — 561 жителей (перепись населения)
- 2009 год — 457 жителей (перепись населения)[3]